# 奧科尼奇鎮區 (北卡羅萊納州北安普頓縣)
奧科尼奇鎮區（英語：Oconeechee Township）是位於美國北卡羅萊納州北安普頓縣的一個鎮區。

## 地方資料
奧科尼奇鎮區的面積為171.70平方千米，皆為陸地。根據2020年美國人口普查的數據，當地共有人口1447人，而人口密度為每平方千米8.43人。